# URZ AP
URZ AP - штурмова рушниця чехословацького походження. Зброя була модульна і її можна було перевернути від рушниці до кулемета. Поняття "серії зброї" спочатку використовувалося французами, і тоді в сімдесятині Стоунер 63 доведена до крайності Йірі Кермак наприкінці 1960-х років, яка також розробила світовий клас Vz. 58. Багато зброї, як це було насправді, називалося URZ, являли собою спробу замінити все, від машини, до фіксованого кулемета. URZ AP використовував той самий приймач, який на всіх моделях був поданий поясом з циліндричного контейнера. Як не дивно, для країни Варшавського договору, зброя була розміщена на 7.62×51 калібру НАТО, оскільки вона призначалася для експорту.